# Haas F1 Team
Haas Formula LLC, tävlar som Moneygram Haas F1 Team, är ett amerikanskt Formel 1-stall grundat 2014 av Gene Haas, ägare av Haas Automation och delägare i Nascarstallet Stewart-Haas Racing. Stallet var planerat att debutera 2015, men Haas valde att skjuta upp det till 2016. Haas har valt att anlita den italienska formelbilstillverkaren Dallara till att designa och bygga deras bil, och Ferrari levererar motorenheten.
Den 5 mars 2022 meddelade Haas att de avbryter samarbetet med föraren Nikita Mazepin med omedelbar effekt, efter Rysslands invasion av Ukraina. Haas avslutar även samarbetet med sponsorn Uralkali. Haas meddelade den 9 mars 2022 att Kevin Magnussen återvänder till stallet och fyller den tomma platsen som Mazepin lämnat.

## Historik

### F1-säsonger
| Säsong | Tävlingsnamn           | Bil   | Motor                    | Däck | Poäng | VM-plac. | Nr. | Förare 1        | Nr. | Förare 2          | Nr. | Förare 3          |
| ------ | ---------------------- | ----- | ------------------------ | ---- | ----- | -------- | --- | --------------- | --- | ----------------- | --- | ----------------- |
| 2016   | Haas F1 Team           | VF-16 | Ferrari 061 V6 t         | P    | 29    | 8:a      | 8.  | Romain Grosjean | 21. | Esteban Gutiérrez |     |                   |
| 2017   | Haas F1 Team           | VF-17 | Ferrari 062 1.6 V6 t     | P    | 47    | 8:a      | 8.  | Romain Grosjean | 20. | Kevin Magnussen   |     |                   |
| 2018   | Haas F1 Team           | VF-18 | Ferrari 062 EVO 1.6 V6 t | P    | 93    | 5:a      | 8.  | Romain Grosjean | 20. | Kevin Magnussen   |     |                   |
| 2019   | Haas F1 Team           | VF-19 | Ferrari 064              | P    | 28    | 9:a      | 8.  | Romain Grosjean | 20. | Kevin Magnussen   |     |                   |
| 2020   | Haas F1 Team           | VF-20 | Ferrari 065              | P    | 3     | 9:a      | 8.  | Romain Grosjean | 20. | Kevin Magnussen   | 51. | Pietro Fittipaldi |
| 2021   | Uralkali Haas F1 Team  | VF-21 | Ferrari 066              | P    | 0     | 10:a     | 9.  | Nikita Mazepin  | 47. | Mick Schumacher   |     |                   |
| 2022   | Haas F1 Team           | VF-22 | Ferrari 067              | P    | 37    | 8:a      | 20. | Kevin Magnussen | 47. | Mick Schumacher   |     |                   |
| 2023   | Haas F1 Team           | VF-23 | Ferrari 068              | P    | 12    | 10       | 20. | Kevin Magnussen | 27. | Nico Hülkenberg   |     |                   |
| 2024   | Moneygram Haas F1 Team | VF-24 | Ferrari 068              | P    | 58    | 7:a      | 20. | Kevin Magnussen | 27. | Nico Hülkenberg   | 50. | Oliver Bearman    |
| 2025   | Moneygram Haas F1 Team | VF-25 | Ferrari 069              | P    | 29    | 9:a      | 31. | Esteban Ocon    | 87. | Oliver Bearman    |     |                   |

|  |

| 1. Brasilien 2022 |

| 1. Singapore 2018 2. Singapore 2019 |

## Organisation
Ett urval av de ledande positionerna inom stallet.
| Position                                    |                | Namn             |
| ------------------------------------------- | -------------- | ---------------- |
| Ordförande                                  | USA            | Gene Haas        |
| COO                                         | USA            | Joe Custer       |
| Stallchef                                   | Japan          | Ayao Komatsu     |
| Teknisk direktör                            | Italien        | Andrea De Zordo  |
| Chefsdesigner                               | Storbritannien | Rob Taylor       |
| Chefsingenjör och chef för raceingenjörerna |                | Vakant           |
| Chef för aerodynamik                        | Storbritannien | Ben Agathangelou |
| Prestandachef                               | Storbritannien | Damien Brayshaw  |
| Elektronikchef                              | Storbritannien | Stephen Fraser   |
| Raceingenjör (Bearman)                      | Irland         | Ronan O'Hare     |
| Raceingenjör (Ocon)                         | Tyskland       | Laura Müller     |
| Chefsmekaniker                              | Storbritannien | Matt Scott       |